# Boal
Boal (asztúriai nyelven Bual) település Spanyolországban, Asztúria autonóm közösségben. Boal Castropol, El Franco, Cuaña, Villayón, Illano és Vilanova d'Ozcos községekkel határos. Lakosainak száma 1380 fő (2024).

## Népesség
A település népessége az utóbbi években az alábbiak szerint változott:
| Lakosok száma | 2452 | 2239 | 2099 | 1979 | 1814 | 1709 | 1586 | 1505 | 1442 | 1380 |
|               | 2001 | 2004 | 2007 | 2009 | 2012 | 2014 | 2017 | 2019 | 2022 | 2024 |